# Бокалеоне (Ферара)
Бокалеоне (итал. Boccaleone) је насеље у Италији у округу Ферара, региону Емилија-Ромања.
Према процени из 2011. у насељу је живело 490 становника. Насеље се налази на надморској висини од 2 м.